# Marius Kristensen
Marius Kristensen, född 27 april 1869 i Elsted socken på Jylland, död 2 november 1941, var en dansk språkforskare.
Kristensen blev student i Århus 1887, avlade magisterkonferens 1894, blev filosofie doktor på avhandlingen Fremmedordene i det ældste danske skriftsprog 1906 och var lärare vid (från 1915 även "medbestyrer" av) Askov folkhögskola 1895–1927. 
Kristensen studerade främst danska dialekter, inom vilket ämne han bland annat skrev Nydansk (1906) och (tillsammans med Valdemar Bennike) huvudarbetet Kort over de danske Folkemaal med Forklaringer (1897–1912); han ledde den systematiska undersökningen av de danska öbomålen, som kommittén för danska folkmål (under föreningen Danmarks Folkeminder) startade. 
Tillsammans med Axel Olrik och senare Gunnar Knudsen redigerade han tidskriften "Danske Studier" (1904 ff.). Vidare skrev han många artiklar om nordiska språk, främst i "Arkiv för nordisk filologi", "Blandinger, udg. af Universitets-Jubilæets danske Samfund", "Dania", "Nordisk Tidsskrift for Filologi" och "Namn och Bygd". Han utgav Harpestræng (1908–21) och En klosterbog fra middelalderens slutning (1928), som bland annat innehåller den danska "Lucidarius".
Invald som arbetande ledamot (utländsk) i Kungl. Gustav Adolfs akademien för svensk folkkultur år 1933.